# Кидонь Володимир Іванович
Володимир Іванович Кидонь — український військовослужбовець, генерал-майор Збройних сил України. Лицар ордена Богдана Хмельницького III ступеня (2022), кавалер ордена Данила Галицького (2022).

## Життєпис
Закінчив вище загальновійськове командне училище. Службу проходив на посадах командира механізованого взводу, роти, батальйону. Начальником штабу - першим заступником командира механізованого полку. Начальником штабу - першим заступником командира окремого полку Президента України. Військовим комісаром районного у місті Києві військового комісаріату, Військовим комісаром міста Києва. Начальником управління оборонного планування - заступником начальника штабу Командування сухопутних військ. З березня 2020 року по серпень 2021 року - начальник штабу - перший заступник командувача Операції Об'єднаних сил на території Донецької та Луганської області. У 2022 році під час відкритої збройної агресії росії проти України виконував обов'язки керівника сектору в Київській області, в Києві, де безпосередньо брав участь у бойових діях при звільненні Київської області від агресора. Виконував обов'язки Командувача Угруповування сил і засобів оборони міста Бахмут. Після важкого поранення за рішенням Міністра оборони України відряджений до Київської міської військової адміністрації де виконував обов'язки першого заступника начальника військової адміністрації в місті Києві. Звільнений з військової служби в 2024 році.
Закінчив Національну Академію оборони України з відзнакою. Національний Університет оборони України з золотою медаллю. Кандидат історичних наук. Присвоєно вчене звання СТАРШОГО ДОСЛІДНИКА. 
Станом на 2021 рік начальник штабу — перший заступник командувача Об'єднаних сил відвідав одну з бригад у районі проведення ООС.

## Нагороди
- орден Богдана Хмельницького III ступеня (6 вересня 2022) — за особисту мужність і самовіддані дії, виявлені у захисті державного суверенітету та територіальної цілісності України, вірність військовій присязі[2];
- Орден Данила Галицького (11 квітня 2022) — за особисту мужність і самовіддані дії, виявлені у захисті державного суверенітету та територіальної цілісності України, вірність військовій присязі[3].

## Військові звання
- полковник (до 5 грудня 2018),
- генерал-майор (від 5 грудня 2018)[4].